# Altiphylax tokobajevi
Altiphylax tokobajevi är en ödleart som beskrevs av Jeremčenko och Szczerbak 1984. Altiphylax tokobajevi ingår i släktet Altiphylax och familjen geckoödlor. IUCN kategoriserar arten globalt som livskraftig. Inga underarter finns listade i Catalogue of Life. Arten finns i Ryssland och Kirgizistan.
Djuret vistas i bergstrakter mellan 1800 och 2500 meter över havet. Altiphylax tokobajevi hittades på sluttningar med eller utan växtlighet. Den besöker även periodiska vattendrag och byggnader.